# Banksia seminuda
Banksia seminuda är en tvåhjärtbladig växtart. Banksia seminuda ingår i släktet Banksia och familjen Proteaceae.

## Underarter
Arten delas in i följande underarter:
- B. s. remanens
- B. s. seminuda